# Casa Senyorial de Senheida
La Casa Senyorial de Šēnheida (en letó:  Šēnheidas muiža) és una mansió a la regió cultural de Selònia, al Municipi de Daugavpils de Letònia.

## Història
Des de 1749 fins a 1920, quan es va iniciar la reforma agrària, la propietat va pertànyer a la família Engelhardt. Després de la reforma agrària es va dividir la finca, la família Engelhardt va conservar la propietat de l'edifici, on van continuar per coordinar les activitats en la seva antiga finca fins que van emigrar a Alemanya el 1939. Després de la Segona Guerra Mundial, la casa senyorial va ser utilitzada per emmagatzemar gra. Ara viuen vuit famílies a l'edifici.